# Guachipas
Guachipas es una localidad del Norte de Argentina, en la provincia de Salta. Es cabecera del departamento homónimo, y se encuentra a 115 km de la ciudad de Salta, capital de la provincia.

## Población
Contaba con 1,710 habitantes (Indec, 2001), lo que representa un incremento del 84,3% frente a los 928 habitantes (Indec, 1991) del censo anterior.

## Iglesia Inmaculada Concepción de Guachipas
- En 1610, según cartas anuas, el movimiento jesuítico creó la Iglesia de Guachipas. El fin de la parroquia era transculturizar a los miembros de la etnia huachipa, de los Valles Calchaquíes. El decreto de erección está en documentos de Mariano Zorriaguieta, del 9 de octubre de 1614, firmado por el obispo Hernando de Trejo y por el secretario Lorenzo Fernández Paredes.

## Protohistoria

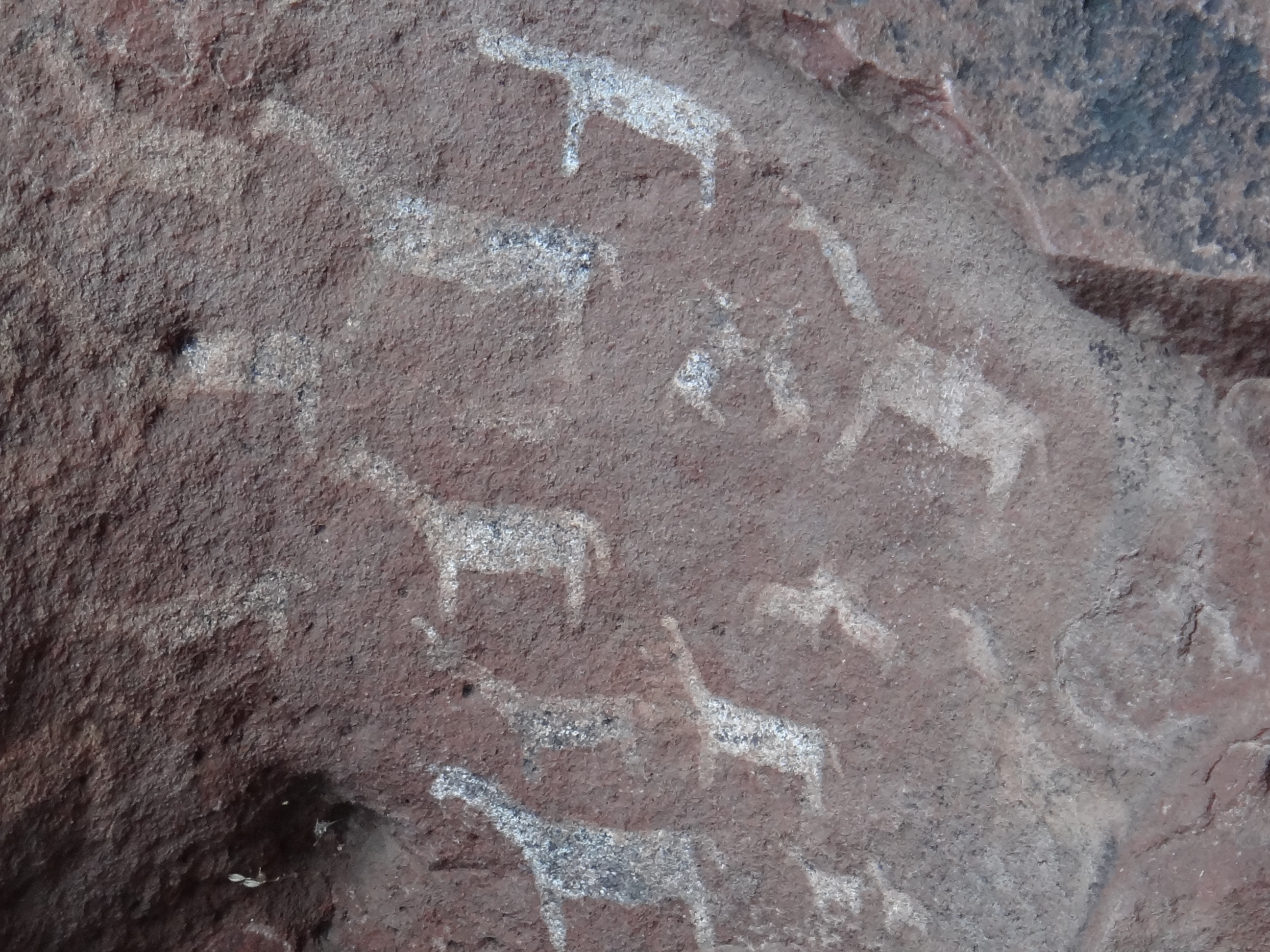
Pinturas rupestres en Guachipas

En 1965 se descubrieron treinta y tres aleros con pinturas rupestres, datadas entre el 900 y el 1470, sobre la Ruta Nacional 68 que conduce a la ciudad de Cafayate.
El alero Ambrosetti, en el cerro de las Cuevas Pintadas o de Las Juntas, es el mejor conservado de todos, ya que fue cercado con alambres para protegerlo de vándalos. Requiere de especial cuidado para evitar musgos, líquenes y plantas aerófilas. Las pinturas están hechas sobre una formación geológica del período cretácico y sus formas, producto de las rocas de areniscas rojas, sobresalen sobre el resto de las serranías circundantes.
Las pinturas rupestres de Guachipas fueron declaradas Monumento Histórico Nacional. El cerro Cuevas Pintadas de Guachipas está formado por 33 aleros, donde los pueblos originarios dejaron dibujos y formas abstractas. Los motivos predominantes son los camélidos y los "hombres escudos" que son figuras antropomorfas de gran variedad de formas, colores y estilos. En los paneles hay escenas y personajes de la vida cotidiana de otros períodos históricos: ceremonias religiosas, guerreros, y animales como suris, jaguares, aves, insectos y llamas.
Este lugar ―cuyo nombre original era Oma Sacopo (que significa ‘el seno de las pirguas del Sol’)― estaba consagrado al Sol. Cabe señalar que las cuevas de este tipo se cuentan entre los testimonios más claros, junto a los restos de ciudades indígenas instaladas en distintos períodos, del grado de civilización alcanzado por los habitantes originarios del actual territorio salteño antes de la llegada de los realistas.

## Defensa Civil

### Sismicidad
La sismicidad del área de Salta es frecuente y de intensidad baja, y un silencio sísmico de terremotos medios a graves cada 40 años.
- Sismo de 1930: aunque dicha actividad geológica catastrófica, ocurre desde épocas prehistóricas, el terremoto del 24 de diciembre de 1930 (94 años),[2] señaló un hito importante dentro de la historia de eventos sísmicos salteños, con 6,4 Richter. Pero nada cambió extremando cuidados y/o restringiendo códigos de construcción.[1]
- Sismo de 1948: el 25 de agosto de 1948 (76 años) con 7,0 Richter, el cual destruyó edificaciones y abrió numerosas grietas en inmensas zonas[2][1]
- Sismo de 2010: el 27 de febrero de 2010 (15 años) con 6,1 Richter

## Personajes distinguidos
- El actor Roly Serrano (n. 1955)